# San Francisco 49ers 1998
La stagione 1998 dei San Francisco 49ers è stata la 49ª della franchigia nella National Football League.

## Partite

### Stagione regolare
| Turno | Data              | Avversario              | Risultato     | TV Ora          | Pubblico |
| ----- | ----------------- | ----------------------- | ------------- | --------------- | -------- |
| 1     | 6/1/1998          | vs New York Jets        | V 36–30 (DTS) | CBS 1:00 pm PT  | 64,419   |
| 2     | 14/9/1998 (Lun.)  | at Washington Redskins  | V 45–10       | ABC 6:00 pm PT  | 76,798   |
| 3     |                   | Settimana di pausa      |               |                 |          |
| 4     | 27/9/1998         | vs Atlanta Falcons      | V 31–20       | FOX 1:00 pm PT  | 62,296   |
| 5     | 4/10/1998         | at Buffalo Bills        | S 21–26       | FOX 10:00 am PT | 76,615   |
| 6     | 11//1998          | at New Orleans Saints   | V 31–0        | FOX 10:00 am PT | 62,811   |
| 7     | 18/10/1998        | vs Indianapolis Colts   | V 34–31       | CBS 1:00 pm PT  | 68,486   |
| 8     | 25/10/1998        | at St. Louis Rams       | V 28–10       | FOX 10:00 am PT | 58,563   |
| 9     | 1/11/1998         | at Green Bay Packers    | S 22–36       | FOX 1:00 pm PT  | 59,794   |
| 10    | 8/11/1998         | vs Carolina Panthers    | V 25–23       | FOX 1:00 pm PT  | 68,572   |
| 11    | 15//1998          | at Atlanta Falcons      | S 19–31       | FOX 10:00 am PT | 69,828   |
| 12    | 22/11/1998        | vs New Orleans Saints   | V 31–20       | ESPN 5:15 pm PT | 68,429   |
| 13    | 30/11/1998 (Lun.) | vs New York Giants      | V 31–7        | ABC 6:00 pm PT  | 68,212   |
| 14    | 6/12/1998         | at Carolina Panthers    | V 31–28 (DTS) | FOX 1:00 pm PT  | 63,332   |
| 15    | 14/12/1998 (Lun.) | vs Detroit Lions        | V 35–13       | ABC 6:00 pm PT  | 68,585   |
| 16    | 20/12/1998        | at New England Patriots | S 21–24       | FOX 10:00 am PT | 59,153   |
| 17    | 27/12/1998        | vs St. Louis Rams       | V 38–19       | FOX 1:00 pm PT  | 68,386   |

### Playoff
| Turno      | Data     | Avversario           | Risultato |
| ---------- | -------- | -------------------- | --------- |
| Wild card  | 3/1/1999 | vs Green Bay Packers | V 30-27   |
| Divisional | 9/1/1999 | at Atlanta Falcons   | S 18-20   |